# Maurice Arnoult
Maurice Arnoult, né le 30 avril 1897 à Damville et mort le 25 octobre 1959 à Évreux, est un coureur cycliste français, en activité de 1922 à 1930,,.

## Palmarès
- 1922
  - 2e du Tour du Calvados
- 1923
  - Tour du Calvados
- 1925
  - Tour du Calvados
- 1926
  - Tour du Calvados
  - 3e de Bordeaux-Angoulême

## Résultats sur le Tour de France
8 participations :
- 1923 : 34e du Classement Général
- 1924 : 26e du Classement Général
- 1925 : 30e du Classement Général
- 1926 : 33e du Classement Général
- 1927 : 21e du Classement Général
- 1928 : 27e du Classement Général
- 1929 : abandon à la 9e étape
- 1930 : abandon à la 7e étape